# Japanese National Railways
A Japanese National Railways (magyar nyelven: Japán Nemzeti Vasutak, japán nyelven: 日本国有鉄道, Nihon Kokujú Tecudó vagy Nippon Kokujú Tecudó), rövidítve JNR vagy Kokutecu (国鉄) volt az a gazdasági társaság, amely 1949 és 1987 között működtette Japán nemzeti vasúthálózatát.

## Hálózat

### Vasutak
1949. június 1-jén, a JNR megalakulásának időpontjában 19 756,8 km keskeny nyomtávolságú (1067 mm) vasutat üzemeltetett Japán mind a 46 prefektúrájában (Okinava, a 47. prefektúra 1972-ben visszatért a japán közigazgatáshoz, de Okinaván nem léteztek JNR-vonalak). Ez a szám 1981-ben 21 421,1 km-re bővült (a Sinkanszen nélkül), de később 19 633,6 km-re csökkent 1987. március 31-én, a JNR utolsó napján.
A JNR személy- és teherszállítási szolgáltatásokat egyaránt üzemeltetett.

#### Sinkanszen

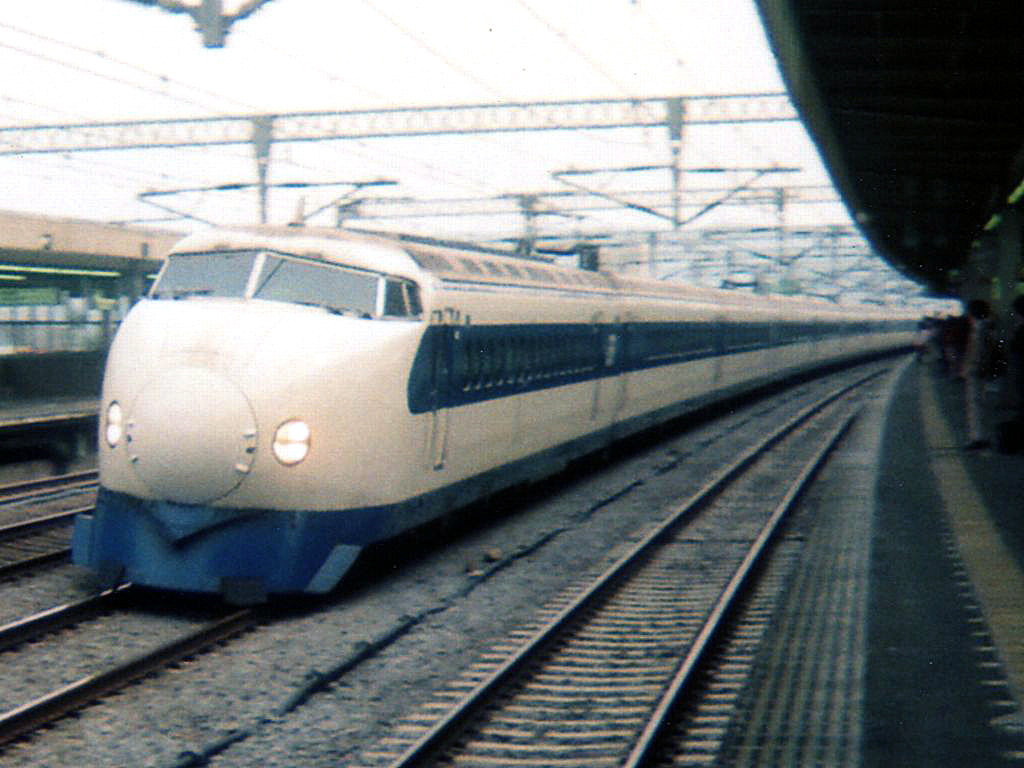
Sinkanszen 0-s sorozat

A Sinkanszen, a világ első nagysebességű vasútja 1964-ben debütált a JNR által. A JNR 1987-es megszűnéséig négy vonalat építettek:
- Tókaidó Sinkanszen - 515,4 km, 1964-ben készült el;
- Szanjó Sinkanszen - 553,7 km, 1975-ben készült el;
- Tóhoku Sinkanszen - 492,9 km, 1987-től kezdődően;
- Dzsóecu Sinkanszen - 269,5 km, 1982-ben készült el.

### Buszok
A JNR autóbuszvonalakat is üzemeltetett a vasútvonalak ráhordására, kiegészítésére vagy helyettesítésére. A vasúti üzemeltetéssel ellentétben a JNR Bus nem volt jobb más helyi autóbusz-üzemeltetőknél. A JR Bus társaságok a JNR buszüzemeltetésének utódai.

## Története
A Kokujú Tecudó "állami vasút" kifejezés eredetileg 17 magáncég által üzemeltetett vasútvonal-hálózatra utalt, amelyet az 1906-os vasútállamosítási törvényt követően államosítottak, és a Vasúti Intézet ellenőrzése alá helyeztek. Később a Vasúti Minisztérium és a Közlekedési és Hírközlési Minisztérium vette át a hálózat irányítását. A minisztériumok a hálózatukra angolul a Japanese Government Railways (JGR) nevet használták. A második világháború alatt számos JGR vonalat elbontottak, hogy a háborús erőfeszítésekhez acélhoz jussanak.
1949. június 1-jén a tokiói amerikai főparancsnokság utasítására a JGR-t átszervezték Japán Nemzeti Vasúttársasággá, egy állami tulajdonú állami vállalattá. A JNR számos sikert könyvelhetett el, beleértve a nagysebességű Sinkanszen-járat felavatását a Tókaidó Sinkanszen vonalon 1964. október 1-jén. A JNR azonban nem volt állami vállalat; elszámolása független volt az állami költségvetéstől. Az elegendő utas nélküli vidéki szakaszok nyomasztani kezdték a vezetőségét, ami egyre mélyebbre húzta az adósságba. 1983-ban a JNR elkezdte bezárni a veszteséges 83 helyi járatát (a bezárás három évvel a privatizáció után is folytatódott).
1987-re a JNR adóssága meghaladta a 27 billió japán jent (2021-es árfolyamon 442 milliárd amerikai dollár), és a vállalat minden egyes megkeresett 100 jenre (2021-es árfolyamon 1,63 dollár) 147 jent (2021-es árfolyamon 2,40 dollár) költött.. 1987. április 1-jén a japán parlament törvénye értelmében a JNR-t privatizálták, és hét vasúti társaságra osztották fel, hat személyszállító és egy teherszállító társaságra, amelyeket együttesen Japan Railways Groupnak vagy JR Groupnak neveztek. A JNR hosszú lejáratú kötelezettségeit a Japán Nemzeti Vasúti Rendezési Társaság vette át. Ezt a társaságot később, 1998. október 22-én feloszlatták, és a fennmaradó adósságait átvezették a nemzeti költségvetés általános elszámolásába. 1998-ra az adósságállomány 30 billió jenre (491 milliárd amerikai dollár 2021-es árfolyamon) emelkedett.

## A JNR elbocsátási pere
Az 1987-es privatizáció óta eltelt évtizedek során számos per és munkaügyi bizottsági ügy indult. A Kokuró és az Országos Vasúti Mozdonyvezetők Szakszervezete (Zendóró), mindkettő kiemelkedő japán vasúti szakszervezet, a JNR számos dolgozóját képviselte.
Az új szervezetek által foglalkoztatandó munkavállalók listáit a JNR készítette el, és adta át a JR vállalatoknak. Jelentős nyomás nehezedett a szakszervezeti tagokra, hogy lépjenek ki a szakszervezeteikből, és egy éven belül a Vasúti Dolgozók Országos Szakszervezetének (Kokuró) taglétszáma 200 000-ről 44 000-re csökkent. Azokat a munkavállalókat, akik támogatták a privatizációt, vagy akik elhagyták a Kokurót, lényegesen magasabb bérért vették fel, mint a Kokuró-tagokat.
A kormány ígéretet tett arra, hogy senkit sem "dobnak ki az utcára", ezért a fel nem vett dolgozókat "foglalkoztatási igényűnek" minősítették, és áthelyezték őket a JNR Settlement Corporationbe, ahová akár három évre is be lehetett őket osztani. Körülbelül 7600 dolgozót helyeztek át ilyen módon, és közülük körülbelül 2000-et vettek fel a JR cégek, 3000 pedig máshol talált munkát. Jamagucsi Mitomu, a Szaga prefektúrában található Toszuból származó, a JNR Settlement Corporationhoz áthelyezett egykori JNR alkalmazott később azt állította, hogy a munkakeresésben nyújtott segítségük abból állt, hogy újságokból származó álláshirdetések fénymásolatát adták át neki. 1990 áprilisában ez az időszak véget ért, és 1047 főt elbocsátottak. Ebbe 64 Zendóró tag és 966 Kokuró tag is beletartozott.
Huszonhárom évvel az eredeti privatizáció után, 2010. június 28-án a Legfelsőbb Bíróság rendezte a dolgozók és a Japán Vasútépítési, Közlekedési és Technológiai Ügynökség, a JNR Settlement Corporation utódszervezete közötti vitát. Az ügynökség közölte, hogy 20 milliárd jent, dolgozónként körülbelül 22 millió jent fizet a 904 felperesnek. Mivel azonban a munkásokat nem helyezték vissza, ez nem volt teljes körű megegyezés.